# Torneo Clausura 2024 (Uruguay)
El Torneo Clausura 2024 fue el tercer certamen del 121.º torneo de primera categoría organizado por la AUF, correspondiente al año 2024. El Club Atlético Peñarol fue el campeón de este torneo, por lo que ganó el campeonato de Primera División 2024 de manera automática, al ser también campeón del Torneo Apertura, y por haber sumado mas puntos en la tabla anual.

## Equipos participantes

### Información general
Las fechas de fundación de los equipos y el palmarés de títulos y subtítulos son elementos declarados por los propios clubes implicados. Todos los datos estadísticos corresponden únicamente a los Campeonatos Uruguayos organizados por la Asociación Uruguaya de Fútbol, no se incluyen los torneos de la FUF de 1923 y 1924 ni el Torneo del Consejo Provisorio 1926 en las temporadas contadas.
| Equipo               | Ciudad     | Estadio de localía            | Capacidad | Fundación                | Temporadas | Temp. Consecutivas | Títulos | Subtítulos | Indumentaria | Forma jurídica | 2023 |
| -------------------- | ---------- | ----------------------------- | --------- | ------------------------ | ---------- | ------------------ | ------- | ---------- | ------------ | -------------- | ---- |
| Boston River         | Montevideo | Campeones Olímpicos           | 5.124     | 20 de febrero de 1939    | 9          | 9                  | −       | −          | Kelme        | SAD            | 12°  |
| Cerro                | Montevideo | Monumental Luis Tróccoli      | 25.000    | 1 de diciembre de 1922   | 77         | 2                  | −       | 1          | Mgr Sport    | AC             | 10°  |
| Cerro Largo          | Melo       | Arq. Antonio Eleuterio Ubilla | 7.000     | 19 de noviembre de 2002  | 11         | 6                  | −       | −          | Concreto     | AC             | 7º   |
| Danubio              | Montevideo | Jardines del Hipódromo        | 18.000    | 1 de marzo de 1932       | 74         | 3                  | 4       | 4          | Mgr Sport    | AC             | 8º   |
| Defensor Sporting    | Montevideo | Luis Franzini                 | 16.000    | 15 de marzo de 1913      | 97         | 3                  | 4       | 10         | Puma         | AC             | 4º   |
| Deportivo Maldonado  | Maldonado  | Domingo Burgueño Miguel       | 17.152    | 25 de agosto de 1928     | 11         | 5                  | −       | −          | Kelme        | SAD            | 11°  |
| Fénix                | Montevideo | Parque Capurro                | 5.097     | 7 de julio de 1916       | 43         | 16                 | −       | −          | Mgr Sport    | AC             | 13°  |
| Liverpool            | Montevideo | Belvedere                     | 7.780     | 15 de febrero de 1915    | 83         | 10                 | 1       | 1          | Mgr Sport    | AC             | 1°   |
| Miramar Misiones     | Montevideo | Parque Palermo                | 4.072     | 25 de junio de 1980      | 16         | 1                  | −       | −          | Mgr Sport    | SAD            |      |
| Montevideo Wanderers | Montevideo | Parque Alfredo Víctor Viera   | 9.000     | 15 de agosto de 1902     | 108        | 25                 | 3       | 8          | Umbro        | AC             | 5º   |
| Nacional             | Montevideo | Gran Parque Central           | 34.000    | 14 de mayo de 1899       | 120        | 120                | 49      | 45         | Umbro        | AC             | 3º   |
| Peñarol              | Montevideo | Campeón del Siglo             | 40.700    | 28 de septiembre de 1891 | 119        | 97                 | 51      | 41         | Puma         | AC             | 2°   |
| Progreso             | Montevideo | Abraham Paladino              | 3.200     | 30 de abril de 1917      | 26         | 1                  | 1       | −          | Mgr Sport    | AC             |      |
| Racing               | Montevideo | Parque Osvaldo Roberto        | 5.400     | 6 de abril de 1919       | 55         | 2                  | −       | −          | Macron       | SAD            | 6º   |
| Rampla Juniors       | Montevideo | Olímpico Pedro Arispe         | 6.190     | 7 de enero de 1914       | 72         | 1                  | 1       | 5          | Mgr Sport    | AC             |      |
| River Plate          | Montevideo | Parque Federico Omar Saroldi  | 5.165     | 11 de mayo de 1932       | 76         | 21                 | −       | 1          | Mgr Sport    | AC             | 9º   |

Nota: Los datos estadísticos acerca de temporadas disputadas, títulos y subtítulos correspondientes al Club Atlético Peñarol incluyen la trayectoria del CURCC. Para más información, véase: Decanato en el fútbol uruguayo.

### Distribución geográfica de los equipos
| Localidad   | Cantidad | Equipos |
| ----------- | -------- | --- |
| Montevideo  | 14       | Boston River, Cerro, Danubio, Defensor Sporting, Fénix, Liverpool, Miramar Misiones, Montevideo Wanderers, Nacional, Peñarol, Progreso, Racing, Rampla Juniors, River Plate |
| Maldonado   | 1        | Deportivo Maldonado |
| Cerro Largo | 1        | Cerro Largo |

## Entrenadores
| Equipo               | Entrenador inicial           | Entrenadores sustitutos |
| -------------------- | ---------------------------- | ----------------------- |
| Boston River         | Jadson Viera Continúa        |                         |
| Cerro                | Ignacio Pallas Continúa      |                         |
| Cerro Largo          | Danielo Nuñez Nuevo          |                         |
| Danubio              | Alejandro Apud Continúa      |                         |
| Defensor Sporting    | Álvaro Navarro Nuevo         |                         |
| Deportivo Maldonado  | Joaquín Boghossian Continúa  |                         |
| Fénix                | Nicolás Vigneri Continúa     |                         |
| Liverpool            | Emiliano Alfaro Continúa     |                         |
| Miramar Misiones     | Walter Pandiani Continúa     |                         |
| Montevideo Wanderers | Antonio Pacheco Continúa     |                         |
| Nacional             | Martín Lasarte Continúa      |                         |
| Peñarol              | Diego Aguirre Continúa       |                         |
| Progreso             | Carlos Canobbio Continúa     |                         |
| Racing               | Eduardo Espinel Continúa     |                         |
| Rampla Juniors       | Edgar Martínez Continúa      |                         |
| River Plate          | Francisco Palladino Continúa |                         |

## Desarrollo

### Tabla de posiciones
| Pos. | Equipo               | Pts. | PJ | G  | E | P  | GF | GC | Dif. |  |
| ---- | -------------------- | ---- | -- | -- | - | -- | -- | -- | ---- |  |
| 1    | Peñarol              | 38   | 15 | 12 | 2 | 1  | 32 | 5  | +27  |  |
| 2    | Nacional             | 36   | 15 | 11 | 3 | 1  | 35 | 11 | +24  |  |
| 3    | Racing               | 27   | 15 | 7  | 6 | 2  | 16 | 10 | +6   |  |
| 4    | Boston River         | 26   | 15 | 8  | 2 | 5  | 19 | 15 | +4   |  |
| 5    | Danubio              | 25   | 15 | 6  | 7 | 2  | 14 | 7  | +7   |  |
| 6    | Cerro Largo          | 22   | 15 | 6  | 4 | 5  | 15 | 11 | +4   |  |
| 7    | Defensor Sporting    | 20   | 15 | 5  | 5 | 5  | 17 | 17 | 0    |  |
| 8    | Miramar Misiones     | 19   | 15 | 4  | 7 | 4  | 11 | 15 | −4   |  |
| 9    | Liverpool            | 18   | 15 | 4  | 6 | 5  | 15 | 16 | −1   |  |
| 10   | River Plate          | 18   | 15 | 5  | 3 | 7  | 15 | 20 | −5   |  |
| 11   | Montevideo Wanderers | 17   | 15 | 4  | 5 | 6  | 15 | 20 | −5   |  |
| 12   | Rampla Juniors       | 16   | 15 | 4  | 4 | 7  | 12 | 19 | −7   |  |
| 13   | Fénix                | 14   | 15 | 4  | 2 | 9  | 14 | 28 | −14  |  |
| 14   | Cerro                | 12   | 15 | 2  | 6 | 7  | 9  | 20 | −11  |  |
| 15   | Deportivo Maldonado  | 9    | 15 | 2  | 3 | 10 | 12 | 24 | −12  |  |
| 16   | Progreso             | 8    | 15 | 1  | 5 | 9  | 9  | 24 | −15  |  |

 Fuente: AUF
|  | Campeón del Torneo Clausura. |

|                             |
|                             |
| Campeón Peñarol 11.º título |

### Evolución de la clasificación
| Equipo \ Jornadas    | 01 | 02 | 03 | 04 | 05 | 06 | 07 | 08 | 09 | 10 | 11 | 12 | 13 | 14 | 15 |
| -------------------- | -- | -- | -- | -- | -- | -- | -- | -- | -- | -- | -- | -- | -- | -- | -- |
| Boston River         | 3  | 8  | 4  | 3  | 4  | 3  | 2  | 2  | 3  | 3  | 4  | 3  | 3  | 3  | 4  |
| Cerro                | 15 | 11 | 9  | 12 | 14 | 14 | 14 | 13 | 13 | 14 | 14 | 14 | 14 | 14 | 14 |
| Cerro Largo          | 9  | 14 | 14 | 14 | 12 | 13 | 13 | 12 | 12 | 13 | 11 | 10 | 8  | 6  | 6  |
| Danubio              | 4  | 2  | 1  | 1  | 1  | 2  | 3  | 4  | 4  | 4  | 3  | 4  | 4  | 4  | 4  |
| Defensor Sporting    | 13 | 9  | 13 | 13 | 10 | 11 | 11 | 11 | 9  | 7  | 6  | 6  | 6  | 7  | 7  |
| Deportivo Maldonado  | 16 | 16 | 16 | 16 | 16 | 16 | 16 | 16 | 16 | 16 | 16 | 16 | 16 | 16 | 15 |
| Fénix                | 14 | 7  | 12 | 10 | 13 | 10 | 10 | 9  | 7  | 9  | 10 | 11 | 11 | 13 | 13 |
| Liverpool            | 7  | 11 | 10 | 9  | 11 | 12 | 12 | 14 | 14 | 12 | 13 | 13 | 13 | 11 | 9  |
| Miramar Misiones     | 11 | 12 | 7  | 8  | 9  | 7  | 7  | 10 | 8  | 8  | 7  | 7  | 7  | 9  | 8  |
| Montevideo Wanderers | 2  | 3  | 5  | 4  | 5  | 5  | 9  | 6  | 10 | 10 | 9  | 9  | 12 | 10 | 11 |
| Nacional             | 5  | 4  | 3  | 6  | 3  | 1  | 1  | 1  | 2  | 2  | 2  | 1  | 1  | 2  | 2  |
| Peñarol              | 10 | 6  | 2  | 2  | 2  | 4  | 4  | 3  | 1  | 1  | 1  | 2  | 2  | 1  | 1  |
| Progreso             | 12 | 15 | 15 | 15 | 15 | 15 | 15 | 15 | 15 | 15 | 15 | 15 | 15 | 15 | 16 |
| Racing               | 8  | 13 | 8  | 7  | 7  | 8  | 8  | 5  | 5  | 5  | 5  | 5  | 5  | 5  | 3  |
| Rampla Juniors       | 1  | 1  | 6  | 5  | 6  | 6  | 5  | 7  | 6  | 6  | 8  | 8  | 10 | 12 | 12 |
| River Plate          | 6  | 5  | 11 | 11 | 8  | 9  | 6  | 8  | 11 | 11 | 12 | 12 | 9  | 8  | 10 |

### Resultados
- Los horarios corresponden al huso horario de Uruguay: (UTC-3).

| Montevideo Wanderers | 1:0 | Cerro               | Parque Alfredo V. Viera    | 16 de agosto | 19:00 |                  | Andrés Matonte |
| Liverpool            | 1:1 | Racing              | Belvedere                  | 17 de agosto | 14:00 | Hernán Heras     |                |
| Peñarol              | 0:0 | Cerro Largo         | Campeón del Siglo          | 17 de agosto | 17:00 | Javier Feres     |                |
| Boston River         | 1:0 | Deportivo Maldonado | Campeones Olímpicos        | 17 de agosto | 19:30 | Javier Burgos    |                |
| Danubio              | 1:0 | Fénix               | Mincheff de Lazaroff       | 18 de agosto | 12:30 | Bruno Sacarelo   |                |
| Progreso             | 0:0 | Miramar Misiones    | Parque Paladino            | 18 de agosto | 15:00 | Gustavo Tejera   |                |
| River Plate          | 3:3 | Nacional            | Parque Federico O. Saroldi | 18 de agosto | 18:00 | Leodán González  |                |
| Defensor Sporting    | 1:2 | Rampla Juniors      | Luis Franzini              | 18 de agosto | 20:30 | Esteban Ostojich |                |

| Racing              | 0:1 | Wanderers         | Parque Osvaldo Roberto  | 7 de septiembre | 12:30 |                  | Leodán González |
| Cerro               | 1:1 | Defensor Sporting | Luis Tróccoli           | 7 de septiembre | 15:00 | Javier Feres     |                 |
| Miramar Misiones    | 1:2 | Peñarol           | Centenario              | 7 de septiembre | 18:00 | José Burgos      |                 |
| Deportivo Maldonado | 0:1 | River Plate       | Domingo Burgueño Miguel | 7 de septiembre | 20:30 | Santiago Motta   |                 |
| Rampla Juniors      | 2:0 | Progreso          | Olímpico                | 8 de septiembre | 10:00 | Hernán Heras     |                 |
| Fénix               | 1:0 | Cerro Largo       | Parque Viera            | 8 de septiembre | 12:30 | Leandro Lasso    |                 |
| Danubio             | 2:0 | Boston River      | Mincheff de Lazaroff    | 8 de septiembre | 15:00 | Mathías de Armas |                 |
| Nacional            | 1:0 | Liverpool         | Gran Parque Central     | 8 de septiembre | 18:00 | Esteban Ostojich |                 |

| Defensor Sporting   | 1:2 | Racing           | Luis Franzini           | 13 de septiembre | 19:30 |                  | Esteban Guerra |
| Cerro Largo         | 1:2 | Miramar Misiones | Ubilla                  | 14 de septiembre | 13:30 | Mathías de Armas |                |
| Progreso            | 0:1 | Cerro            | Parque Paladino         | 14 de septiembre | 16:00 | Leodán González  |                |
| Peñarol             | 4:0 | Rampla Juniors   | Campeón del Siglo       | 14 de septiembre | 19:30 | Gustavo Tejera   |                |
| Danubio             | 3:0 | River Plate      | Mincheff de Lazaroff    | 15 de septiembre | 13:30 | Esteban Ostojich |                |
| Deportivo Maldonado | 0:1 | Liverpool        | Domingo Burgueño Miguel | 15 de septiembre | 16:00 | Andrés Matonte   |                |
| Wanderers           | 0:2 | Nacional         | Parque Alfredo V. Viera | 15 de septiembre | 19:30 | Hernán Heras     |                |
| Boston River        | 2:0 | Fénix            | Campeones Olímpicos     | 16 de septiembre | 19:00 | Eduardo Varela   |                |

| Deportivo Maldonado | 1:3 | Wanderers         | Domingo Burgueño        | 20 de septiembre | 19:30 |                  | Bruno Sacarelo |
| Rampla Juniors      | 2:0 | Cerro Largo       | Olímpico                | 21 de septiembre | 13:30 | Leodán González  |                |
| Racing              | 1:0 | Progreso          | Parque Osvaldo Roberto  | 21 de septiembre | 16:00 | Mathías de Armas |                |
| Nacional            | 1:1 | Defensor Sporting | Gran Parque Central     | 21 de septiembre | 19:00 | Gustavo Tejera   |                |
| Fénix               | 0:0 | Miramar Misiones  | Parque Capurro          | 22 de septiembre | 10:00 | Andrés Matonte   |                |
| Boston River        | 3:1 | River Plate       | Campeones Olímpicos     | 22 de septiembre | 13:30 | Javier Feres     |                |
| Danubio             | 1:0 | Liverpool         | Mincheff de Lazaroff    | 22 de septiembre | 16:00 | Santiago Motta   |                |
| Cerro               | 0:5 | Peñarol           | Parque Alfredo V. Viera | 22 de septiembre | 19:00 | Esteban Ostojich |                |

| Cerro Largo       | 3:1 | Cerro               | Ubilla                     | 28 de septiembre | 15:00 |                  | Andrés Matonte |
| Miramar Misiones  | 0:0 | Rampla Juniors      | Parque Palermo             | 28 de septiembre | 17:30 | Leandro Lasso    |                |
| Wanderers         | 2:2 | Danubio             | Parque Alfredo V. Viera    | 28 de septiembre | 20:00 | Mathías de Armas |                |
| River Plate       | 4:3 | Fénix               | Parque Federico O. Saroldi | 29 de septiembre | 10:00 | Leodán González  |                |
| Liverpol          | 1:1 | Boston River        | Belvedere                  | 29 de septiembre | 15:00 | Gustavo Tejera   |                |
| Defensor Sporting | 3:1 | Deportivo Maldonado | Luis Franzini              | 29 de septiembre | 17:30 | Esteban Ostojich |                |
| Progreso          | 0:3 | Nacional            | Parque Alfredo V. Viera    | 29 de septiembre | 20:00 | Javier Burgos    |                |
| Peñarol           | 0:0 | Racing              | Campeón del Siglo          | 30 de septiembre | 20:00 | Hernán Heras     |                |

| River Plate         | 1:1 | Liverpool         | Parque Federico O. Saroldi | 4 de octubre | 16:00 |                  | Mathías de Armas |
| Cerro               | 0:1 | Miramar Misiones  | Luis Tróccoli              | 5 de octubre | 10:00 | Javier Burgos    |                  |
| Racing              | 0:0 | Cerro Largo       | Parque Osvaldo Roberto     | 5 de octubre | 13:30 | Santiago Motta   |                  |
| Danubio             | 1:1 | Defensor Sporting | Mincheff de Lazaroff       | 5 de octubre | 16:00 | Andrés Matonte   |                  |
| Boston River        | 3:2 | Wanderers         | Campeones Olímpicos        | 5 de octubre | 18:30 | Federico Arman   |                  |
| Fenix               | 1:0 | Rampla Juniors    | Parque Capurro             | 6 de octubre | 10:00 | Esteban Ostojich |                  |
| Nacional            | 2:1 | Peñarol           | Gran Parque Central        | 6 de octubre | 16:00 | Leodán González  |                  |
| Deportivo Maldonado | 2:2 | Progreso          | Domingo Burgueño Miguel    | 6 de octubre | 18:30 | Gustavo Tejera   |                  |

| Liverpool         | 1:2 | Fénix               | Belvedere               | 11 de octubre | 16:00 |                  | Santiago Motta |
| Peñarol           | 2:0 | Deportivo Maldonado | Campeón del Siglo       | 11 de octubre | 19:00 | Javier Burgos    |                |
| Progreso          | 0:0 | Danubio             | Parque Paladino         | 12 de octubre | 12:30 | Esteban Ostojich |                |
| Rampla Juniors    | 1:1 | Cerro               | Olímpico                | 12 de octubre | 15:00 | Daniel Rodríguez |                |
| Defensor Sporting | 1:2 | Boston River        | Luis Franzini           | 12 de octubre | 17:30 | Leandro Lasso    |                |
| Wanderers         | 0:1 | River Plate         | Parque Alfredo V. Viera | 12 de octubre | 20:00 | Gustavo Tejera   |                |
| Miramar Misiones  | 2:2 | Racing              | Luis Franzini           | 13 de octubre | 13:30 | Mathías de Armas |                |
| Cerro Largo       | 0:1 | Nacional            | Ubilla                  | 13 de octubre | 16:00 | Andrés Matonte   |                |

| Liverpool    | 1:1 | Wanderers           | Belvedere                  | 15 de octubre | 14:00 |                  | Esteban Guerra |
| Racing       | 2:1 | Rampla Juniors      | Parque Osvaldo Roberto     | 16 de octubre | 12:00 | Eduardo Varela   |                |
| Danubio      | 0:1 | Peñarol             | Mincheff de Lazaroff       | 16 de octubre | 15:00 | Mathías de Armas |                |
| Boston River | 1:0 | Progreso            | Campeones Olímpicos        | 16 de octubre | 17:30 | Antonio García   |                |
| River Plate  | 0:1 | Defensor Sporting   | Parque Federico O. Saroldi | 16 de octubre | 20:00 | Bruno Sacarelo   |                |
| Cerro Largo  | 1:0 | Deportivo Maldonado | Ubilla                     | 17 de octubre | 13:30 | Leandro Lasso    |                |
| Fénix        | 1:3 | Cerro               | Parque Capurro             | 17 de octubre | 16:00 | Andrés Matonte   |                |
| Nacional     | 5:1 | Miramar Misiones    | Gran Parque Central        | 17 de octubre | 19:30 | Gustavo Tejera   |                |

| Progreso          | 2:0 | River Plate         | Parque Paladino         | 19 de octubre | 16:00 |                  | Leandro Lasso |
| Peñarol           | 2:0 | Boston River        | Campeón del Siglo       | 19 de octubre | 19:30 | Andrés Matonte   |               |
| Cerro Largo       | 0:0 | Danubio             | Ubilla                  | 20 de octubre | 12:30 | Gustavo Tejera   |               |
| Cerro             | 1:1 | Racing              | Luis Tróccoli           | 20 de octubre | 15:00 | Esteban Ostojich |               |
| Rampla Juniors    | 2:1 | Nacional            | Centenario              | 20 de octubre | 18:00 | Javier Burgos    |               |
| Wanderers         | 1:2 | Fénix               | Parque Alfredo V. Viera | 20 de octubre | 21:00 | Mathías de Armas |               |
| Miramar Misiones  | 1:0 | Deportivo Maldonado | Parque Capurro          | 21 de octubre | 16:00 | Bruno Sacarello  |               |
| Defensor Sporting | 2:1 | Liverpool           | Luis Franzini           | 21 de octubre | 19:00 | Antonio García   |               |

| Deportivo Maldonado | 1:1 | Rampla Juniors    | Domingo Burgueño Miguel    | 1 de noviembre | 19:00 |                  | Pablo Giménez |
| Danubio             | 1:0 | Miramar Misiones  | Mincheff de Lazaroff       | 2 de noviembre | 16:30 | Javier Feres     |               |
| Nacional            | 2:0 | Cerro             | Centenario                 | 2 de noviembre | 19:00 | Hernán Heras     |               |
| Boston River        | 3:0 | Cerro Largo       | Campeones Olímpicos        | 2 de noviembre | 21:15 | Diego Dunajec    |               |
| Liverpool           | 2:1 | Progreso          | Belvedere                  | 3 de noviembre | 09:45 | Andrés Matonte   |               |
| Fénix               | 0:2 | Racing            | Parque Capurro             | 3 de noviembre | 16:30 | Javier Burgos    |               |
| River Plate         | 0:1 | Peñarol           | Parque Federico O. Saroldi | 3 de noviembre | 19:30 | Gustavo Tejera   |               |
| Wanderers           | 1:1 | Defensor Sporting | Parque Alfredo V. Viera    | 4 de noviembre | 19:30 | Esteban Ostojich |               |

| Cerro             | 0:0 | Deportivo Maldonado | Luis Tróccoli     | 8 de noviembre  | 18:00 |                  | Mathías de Armas |
| Racing            | 0:2 | Nacional            | Centenario        | 8 de noviembre  | 20:30 | Andrés Matonte   |                  |
| Rampla Juniors    | 0:2 | Danubio             | Olímpico          | 9 de noviembre  | 09:45 | Leandro Lasso    |                  |
| Cerro Largo       | 1:0 | River Plate         | Ubilla            | 9 de noviembre  | 16:30 | Bruno Sacarelo   |                  |
| Peñarol           | 2:0 | Liverpool           | Campeón del Siglo | 9 de noviembre  | 19:00 | Esteban Ostojich |                  |
| Miramar Misiones  | 1:0 | Boston River        | Luis Tróccoli     | 9 de noviembre  | 21:30 | Leodán González  |                  |
| Progreso          | 0:0 | Wanderers           | Parque Paladino   | 10 de noviembre | 16:30 | Hernán Heras     |                  |
| Defensor Sporting | 1:0 | Fénix               | Luis Franzini     | 10 de noviembre | 19:00 | Santiago Motta   |                  |

| Deportivo Maldonado | 0:1 | Racing           | Domingo Burgueño Miguel    | 12 de noviembre | 19:00 |                  | Esteban Guerra |
| River Plate         | 0:0 | Miramar Misiones | Parque Federico O. Saroldi | 13 de noviembre | 09:45 | Mathías de Armas |                |
| Fénix               | 0:6 | Nacional         | Parque Capurro             | 13 de noviembre | 16:30 | Esteban Ostojich |                |
| Cerro Largo         | 0:0 | Liverpool        | Ubilla                     | 13 de noviembre | 19:00 | Hernán Heras     |                |
| Defensor Sporting   | 3:0 | Progeso          | Luis Franzini              | 13 de noviembre | 21:30 | Javier Feres     |                |
| Danubio             | 0:0 | Cerro            | Mincheff de Lazaroff       | 14 de noviembre | 09:45 | Pablo Giménez    |                |
| Boston River        | 1:0 | Rampla Juniors   | Campeones Olímpicos        | 14 de noviembre | 16.30 | Gustavo Tejera   |                |
| Wanderers           | 0:2 | Peñarol          | Parque Alfredo V. Viera    | 14 de noviembre | 19:30 | Javier Burgos    |                |

| Nacional         | 5:2 | Deportivo Maldonado | Centenario              | 16 de noviembre | 19:30 |                  | José Burgos |
| Miramar Misiones | 2:2 | Liverpool           | Parque Alfredo V. Viera | 17 de noviembre | 09:45 | Bruno Sacarelo   |             |
| Racing           | 0:0 | Danubio             | Parque Osvaldo Roberto  | 17 de noviembre | 16:30 | Santiago Motta   |             |
| Peñarol          | 2:0 | Defensor Sporting   | Campeón del Siglo       | 17 de noviembre | 18:30 | Gustavo Tejera   |             |
| Progreso         | 2:2 | Fénix               | Parque Paladino         | 18 de noviembre | 16:30 | Mathías de Armas |             |
| Cerro            | 0:0 | Boston River        | Luis Tróccoli           | 18 de noviembre | 19:00 | Antonio García   |             |
| Cerro Largo      | 4:0 | Wanderers           | Ubilla                  | 18 de noviembre | 21:30 | Leandro Lasso    |             |
| Rampla Juniors   | 0:3 | River Plate         | Olímpico                | 19 de noviembre | 16:30 | Pablo Giménez    |             |

| River Plate    | 1:0 | Cerro               | Parque Federico O. Saroldi | 26 de noviembre | 09:45 |                  | José Burgos |
| Rampla Juniors | 0:1 | Liverpool           | Olímpico                   | 26 de noviembre | 16:30 | Mathías de Armas |             |
| Wanderers      | 2:0 | Miramar Misiones    | Parque Alfredo V. Viera    | 26 de noviembre | 18:45 | Javier Feres     |             |
| Progreso       | 1:5 | Peñarol             | Centenario                 | 26 de noviembre | 21:00 | Andrés Matonte   |             |
| Fénix          | 1:2 | Deportivo Maldonado | Luis Franzini              | 27 de noviembre | 09:45 | Gustavo Tejera   |             |
| Boston River   | 1:2 | Racing              | Campeones Olímpicos        | 27 de noviembre | 16:30 | Hernán Heras     |             |
| Cerro Largo    | 3:0 | Defensor Sporting   | Ubilla                     | 27 de noviembre | 18:45 | Bruno Sacarelo   |             |
| Danubio        | 0:0 | Nacional            | Parque Alfredo V. Viera    | 27 de noviembre | 21:15 | Leodán González  |             |

| Cerro               | 1:3 | Liverpool         | Luis Tróccoli           | 30 de noviembre | 09:45 |                    | Javier Feres |
| Rampla Juniors      | 1:1 | Wanderers         | Olímpico                | 30 de noviembre | 17:00 | Esteban Guerra     |              |
| Cerro Largo         | 2:1 | Progreso          | Ubilla                  | 30 de noviembre | 17:00 | Gustavo Tejera     |              |
| Miramar Misiones    | 0:0 | Defensor Sporting | Parque Palermo          | 30 de noviembre | 17:00 | Mathías de Armas   |              |
| Racing              | 2:0 | River Plate       | Parque Osvaldo Roberto  | 1 de diciembre  | 09:45 | Christian Ferreyra |              |
| Peñarol (C)         | 3:1 | Fénix             | Campeón del Siglo       | 1 de diciembre  | 18:00 | Javier Burgos      |              |
| Nacional            | 3:1 | Boston River      | Gran Parque Central     | 1 de diciembre  | 18:00 | Andrés Matonte     |              |
| Deportivo Maldonado | 3:1 | Danubio           | Domingo Burgueño Miguel | 2 de diciembre  | 19:00 | Anahí Fernández    |              |

## Goleadores
| Jugador         | Club         | Goles | Part. | GPP  |
| --------------- | ------------ | ----- | ----- | ---- |
| Nicolás López   | Nacional     | 11    | 15    | 0.73 |
| Bruno Damiani   | Boston River | 9     | 14    | 0.64 |
| Facundo Batista | Peñarol      | 7     | 14    | 0.5  |

Fuente: Transfermarkt.es

## Récords
- Primer gol del Torneo Clausura: (1-0) Lucas Morales de  Montevideo Wanderers vs.  Cerro (16 de agosto de 2024)

- Último gol del Torneo Clausura: (3-1) Maximiliano Noble de  Deportivo Maldonado vs.  Danubio (2 de diciembre de 2024)

- Mayor número de goles marcados en un partido: 7 goles

(4-3)  River Plate vs.  Fénix (29 de septiembre de 2024)

 (5-2)  Nacional vs.  Deportivo Maldonado (16 de noviembre de 2024)
- Mayor victoria local:

(4-0)  Peñarol vs.  Rampla Juniors (14 de septiembre de 2024)

(5-1)  Nacional vs.  Miramar Misiones (17 de octubre de 2024)

(4-0)  Cerro Largo vs. Wanderers (18 de noviembre de 2024)
- Mayor victoria visitante:(0-6)  Fénix vs.  Nacional (13 de noviembre de 2024)

- Mayor racha de victorias consecutivas: 9  Peñarol

- Mayor racha de partidos sin perder: 9  Peñarol.

- Mayor racha de partidos sin ganar: 13  Deportivo Maldonado.

- Mayor racha de derrotas consecutivas: 5  Deportivo Maldonado.